# ایستگاه قطار شهری راه‌آهن (مشهد)
ایستگاه قطار شهری راه‌آهن مشهد یکی از ایستگاه‌های خط ۲ قطار شهری مشهد است که در بلوار شهيد کامیاب، میدان راه‌آهن و در مجاورت ایستگاه راه‌آهن مشهد قرار دارد.